# 共生邱比特
《共生邱比特 -Cupid Parasite-》是由Idea Factory製作發行的戀愛冒險遊戲，在2020年8月30日於日本首次發行，對應任天堂Switch平台。2021年4月11日，在「Dessert de Otomate」活動中宣布舞台化決定。繁體中文版則由Game Source Entertainment（GSE）於2021年於12月24日發行。

## 概述
2022年2月20日，Idea Factory在「Dessert de Otomate 2022」宣佈《共生邱比特 -Cupid Parasite-》Fan and Fun Disk 《キューピット・パラサイト -Sweet & Spicy Darling.-》制作決定。

## 劇情大綱
主人公是來自天界的愛神邱比特，每天為人類牽線搭橋。但因與父親瑪斯在結緣的事情上有分歧而起爭執，最終離家出走到人間。 在來到人類世界後，主人公為了向瑪斯證明自己，她在洛杉約克的大型婚介公司《Cupid Corporation》擔任婚禮顧問，並在不使用邱比特的力量之下結下更多的良緣，短短兩年就成為了業績第一的首席婚禮顧問。有一天，社長召見主人公並說如果她能讓公司中五個問題會員「Parasite5」成功結婚便能獲得晉升。 主人公最終決定接任這個工作，實現自己來到人類世界的目標，努力引導那五位公司內人盡皆知的問題會員「Parasite5」成功結婚。

## 遊戲角色

### 主要人物[7][8]
莉涅特·米勒
※姓名可於遊戲可變更
遊戲主角。真正的愛神·邱比特，《Cupid Corporation》首席婚禮顧問。
真正的愛神·邱比特，《Cupid Corporation》首席婚禮顧問。數年前因為父親認為自己沒有盡力完成邱比特的工作而與其爭執，並決心降到人間，親力親為為洛杉約克的人們牽紅線以證明自己的想法和能力。現與從神界一起跟來的神獸『小唧』和大學同學兼室友的克拉莉絲一同居住。

吉爾·洛夫克拉夫特
CV：木村良平
24岁。 O型血。身高 178 厘米。問題會員【Paraite5】之一，是個雜誌、書籍及新聞網頁採編的自由編輯，女主角的大學同學兼前室友。
對剛降臨人間的女主角無微不至，並因此愛上了對方。但由於女主角完全察覺不到他的心意，而決定結束與女主角室友的關係。為了擺脫這段失戀的陰影而成為「Cupid Corporation」的會員，但卻會經常不自覺把聯誼對象與女主角作比較。

薛爾比·史奈爾
CV：KENN
32岁。 A型血。身高 185 厘米。 創立「Cupid Corporation」的社長，有著『愛妻人士』的形象，實為問題會員【Paraite5】之一。
十分看重自己的社會地位並只熱衷於工作，認為戀愛是不合理的。但卻在秘書的幫忙下偷偷以匿名的『S先生』身份參加自己公司的聯誼活動，並由秘書代替出席所有活動。

勞爾·亞克尼特
CV：八代 拓
21岁。 B型血。身高 183 厘米。問題會員【Paraite5】之一，是個爽朗天真的動作電影巨星，深受眾多女性歡迎。
兒時被神衹拯救過，從此便十分著迷於神話故事。爱好是研究和思考神话，而神话是他唯一會谈论的话题，是一个与周围环境格格不入的麻烦会员。
他的經紀公司為了讓他能順利出演即將開拍的愛情電影，而為他報名成為「Cupid Corporation」的會員，希望讓他體驗一下真實的愛情。

螢彩院·F·琉輝
CV：榎木淳弥
19岁。 AB型血。身高 174 厘米。問題會員【Paraite5】之一，毒舌，擁有時尚並出眾的外表，是一名時裝設計師。出生於創立著名男裝品牌『KEISAI:IN』的螢彩院家族，亦擁有自己的品牌『Ryuki』。螢彩院的姐姐擅自為他報名成為「Cupid Corporation」的會員，但本人想結婚的意願卻十分低。
擁有超高的審美觀，會自動忽略並看不見顏值過低的人。擁有『聯覺』能力，能分辨不同物體和人的顏色，所以不太願意與別人溝通的時候只會用色碼來答話。對自己的外貌亦十分執著，會隨身攜帶保濕噴霧以防止肌膚乾燥

艾倫·梅爾維爾
CV：古川慎
28 岁。血型不詳。身高 181 厘米。問題會員【Paraite5】之一，認為在現今這個什麼也可以共享的時代，女性和戀人也可以共享。在『Luxury Pillow』工作，是個售賣客製化高級枕頭的技術人員，實際是個以人類美夢為糧食的夢魔。聲稱對結婚有興趣而註冊成為「Cupid Corporation」的會員，卻實際在利用這個機會橫刀奪愛並進食奪回來女性的夢境。

### 其他角色[9][10]
彼得·弗拉修
CV：岡本信彥
外型出眾，是個受雇為聯誼相親共用租屋TV節目『Parasite House』的助理導播。

瑪斯
CV：三上 哲
戰爭之神。擔任女主角父親的角色。

米奈娃
CV：沢海陽子
智慧女神，女主角的姑姑。是個人間愛好者，在自己的住處收集了許多人類的物品。

克拉莉絲‧緹亞
CV：Sayaka Hanamura
女主角大學時代的同學兼摯友，現就職於「Cupid Corporation」，為電腦工程師。自吉爾離開合租房子後，一直與女主角同住。

歐文·赫里歐
CV：神原大地
薛爾比社長的秘書。

凱薩琳·斯貝德
CV：日野由利加
希望加入「Cupid Corporation」會員。

## 主题曲[11]
片頭曲 『恋はあせらず』
演唱：The Biscats
作詞：坂詰美紗子
作曲：西岡和哉
編曲：The Biscats & 真崎 修

片尾曲  『magic hour』
演唱：The Biscats
作詞：Misaki
作曲：真崎 修
編曲：The Biscats & 真崎 修

## 外部連結
- 日文官方網站
- 繁體中文官方網站